# Храм Рождества Девы Марии (Вязынь)
Храм Рождества Пресвятой Девы Марии (бел.  Касцёл Нараджэння Найсвяцейшай Панны Марыі) — католический храм в агрогородке Вязынь, Минская область, Белоруссия. Относится к Вилейскому деканату Минско-Могилёвского архидиоцеза. Памятник архитектуры, построен в 1908 году в неоготическом стиле. Храм включён в Государственный список историко-культурных ценностей Республики Беларусь.

## История
Витебский воевода Юрий Насиловский в 1543 году построил в Вязыни костёл св. Анны. В XVI—XVII веках Вязынь многократно меняла хозяев, в XVII—XVIII веках была в собственности виленского женского монастыря бенедиктинок при храме св. Екатерины. Во второй половине XVIII века после реставрации на средства виленских бенедиктинок, храм представлял собой деревянной двухбашенное строение с одной ризницей. Интерьер украшали три алтаря: главный с иконой св. Анны и боковые — Девы Марии и св. Бенедикта.
В 1830 году было построено новое здание католического храма, но после восстания 1863 года он был переделан в православную церковь. Позднее на этом месте было выстроено новое здание деревянной православной церкви Покрова, существующей поныне.
В 1908 году (дата указана на фундаменте храма) было построено современное здание каменного неоготического католического храма Рождества Девы Марии, который изначально выполнял функции приусадебной часовни в имении Гецевичей. В 1912 году церковь была освящена и приписана в качестве филиальной церкви к приходу в Илье.
В советское время храм Рождества Богородицы был закрыт, в нём располагался клуб и склад. В 1993 году возвращён Церкви и отреставрирован.

## Архитектура
Храм Рождества Богородицы — однонефный храм симметричной объёмно-пространственной композиции. К основному объёму, расположенному на высоком цоколе, примыкает пятигранная апсида. Храм накрыт высокой двускатной крышей с фронтонами на главном фасаде и со стороны алтарной части, апсида накрыта высокой гранёной черепичной крышей. аттиковый фронтон главного фасада сложной формы, декорирован аркатурным поясом. Главный фасад завершён шатровой колокольней. Главный вход решён крыльцом на двух столбах со входной аркой, крыльцо накрыто черепичной крышей. Стены боковых фасадом укреплены ступенчатыми контрфорсами, прорезаны стрельчатыми оконными проёмами. Зал храма перекрыт звёздчатым сводом, апсида — конхой